# Tiger Williams
David James "Tiger" Williams, född 3 februari 1954 i Weyburn, Saskatchewan, är en kanadensisk före detta professionell ishockeyspelare. Tiger Williams spelade i NHL för Toronto Maple Leafs, Vancouver Canucks, Detroit Red Wings, Los Angeles Kings och Hartford Whalers.
Williams var en beryktad slagskämpe och är den spelare som samlat på sig flest utvisningsminuter i NHL:s historia.

## NHL
Tiger Williams valdes i andra rundan som 31:e spelare totalt i NHL-draften 1974 av Toronto Maple Leafs. Han valdes även av Cincinnati Stingers i WHA-draften samma år men valde att spela för Maple Leafs i NHL. Williams spelade för Maple Leafs från 1974 till 1980 då han byttes bort till Vancouver Canucks.
1980–81 hade Tiger Williams sin bästa säsong poängmässigt då han gjorde 35 mål och 27 assist för totalt 62 poäng på 77 matcher, vilket gav honom en plats i NHL All-Star Game. 1982 var han med om att ta Canucks till Stanley Cup-final där laget förlorade i fyra raka matcher mot New York Islanders.
8 augusti 1984 bytte Vancouver Canucks bort Williams till Detroit Red Wings. Det blev endast 55 matcher i Red Wings innan han klubben skickade honom vidare till Los Angeles Kings 12 mars 1985. Säsongen 1986–87 samlade Williams ihop till personbästa 358 utvisningsminuter för Kings. 15 oktober 1987 bytte Los Angeles Kings bort Williams till Hartford Whalers där han spelade 26 matcher säsongen 1987–88 och gjorde 6 mål.

### Rekord
- Flest utvisningsminuter i NHL:s grundserie – 3966
- Flest utvisningsminuter i NHL:s grundserie och slutspel – 4421

## Statistik
| 1971–72    | Swift Current Broncos | WCHL       | 68  | 12  | 22  | 34  | 278  | —  | —  | —  | —  | —   |
| 1972–73    | Swift Current Broncos | WCHL       | 68  | 44  | 58  | 102 | 266  | —  | —  | —  | —  | —   |
| 1973–74    | Swift Current Broncos | WCHL       | 66  | 52  | 56  | 108 | 310  | —  | —  | —  | —  | —   |
| 1974–75    | Oklahoma City Blazers | CHL        | 39  | 16  | 11  | 27  | 202  | —  | —  | —  | —  | —   |
| 1974–75    | Toronto Maple Leafs   | NHL        | 42  | 10  | 19  | 29  | 187  | 7  | 1  | 3  | 4  | 25  |
| 1975–76    | Toronto Maple Leafs   | NHL        | 78  | 21  | 19  | 40  | 299  | 10 | 0  | 0  | 0  | 75  |
| 1976–77    | Toronto Maple Leafs   | NHL        | 77  | 18  | 25  | 43  | 338  | 9  | 3  | 6  | 9  | 29  |
| 1977–78    | Toronto Maple Leafs   | NHL        | 78  | 19  | 31  | 50  | 351  | 12 | 1  | 2  | 3  | 63  |
| 1978–79    | Toronto Maple Leafs   | NHL        | 77  | 19  | 20  | 39  | 298  | 6  | 0  | 0  | 0  | 48  |
| 1979–80    | Toronto Maple Leafs   | NHL        | 55  | 22  | 18  | 40  | 197  | —  | —  | —  | —  | —   |
| 1979–80    | Vancouver Canucks     | NHL        | 23  | 8   | 5   | 13  | 81   | 3  | 0  | 0  | 0  | 20  |
| 1980–81    | Vancouver Canucks     | NHL        | 77  | 35  | 27  | 62  | 343  | 3  | 0  | 0  | 0  | 20  |
| 1981–82    | Vancouver Canucks     | NHL        | 77  | 17  | 21  | 38  | 341  | 17 | 3  | 7  | 10 | 116 |
| 1982–83    | Vancouver Canucks     | NHL        | 68  | 8   | 13  | 21  | 265  | 4  | 0  | 3  | 3  | 12  |
| 1983–84    | Vancouver Canucks     | NHL        | 67  | 15  | 16  | 31  | 294  | 4  | 1  | 0  | 1  | 13  |
| 1984–85    | Adirondack Red Wings  | AHL        | 8   | 5   | 2   | 7   | 4    | —  | —  | —  | —  | —   |
| 1984–85    | Detroit Red Wings     | NHL        | 55  | 3   | 8   | 11  | 158  | —  | —  | —  | —  | —   |
| 1984–85    | Los Angeles Kings     | NHL        | 12  | 4   | 3   | 7   | 43   | 3  | 0  | 0  | 0  | 4   |
| 1985–86    | Los Angeles Kings     | NHL        | 72  | 20  | 29  | 49  | 320  | —  | —  | —  | —  | —   |
| 1986–87    | Los Angeles Kings     | NHL        | 76  | 16  | 18  | 34  | 358  | 5  | 3  | 2  | 5  | 30  |
| 1987–88    | Los Angeles Kings     | NHL        | 2   | 0   | 0   | 0   | 6    | —  | —  | —  | —  | —   |
| 1987–88    | Hartford Whalers      | NHL        | 26  | 6   | 0   | 6   | 87   | —  | —  | —  | —  | —   |
| NHL totalt | NHL totalt            | NHL totalt | 962 | 241 | 272 | 513 | 3966 | 83 | 12 | 23 | 35 | 455 |